# Słotwina (Silésie)
Pour les articles homonymes, voir Słotwina.
Słotwina est une localité polonaise de la gmina de Lipowa, située dans le powiat de Żywiec en voïvodie de Silésie.